# 阿什拉夫·阿姆贾德·赛菲
阿什拉夫·阿姆贾德·赛菲（阿拉伯语：‎，1995年2月20日—），卡塔尔男子田径运动员，主攻链球，2018年亚洲运动会男子链球金牌得主、2022年亚洲运动会男子链球银牌得主。